# Gabriela Frías
Gabriela Alejandra Frías (Ciudad de México, 8 de marzo de 1971) es una periodista mexicoestadounidense. Actualmente, es presentadora de Panorama mundial, anteriormente fue presentadora de CNN redacción, Mercado México, CNN dinero, Conclusiones y Portafolio global, todos en CNN en Español.

## Biografía
Gabriela Frías nació en la Ciudad de México, México. Es amante de la lectura, estudió en la escuela de periodismo Carlos Septién, mientras estudiaba tuvo distintos empleos. Después de graduarse, continuó trabajando en México por varios años, luego naturalizada estadounidense, donde también se ha desempeñado como periodista de la cadena CNN en Español.

### Estudios
Se graduó con honores de la Escuela de Periodismo Carlos Septién en la Ciudad de México. En 2007 obtuvo un título del programa de Alta Gerencia que ofrece el INCAE Business School. Habla español, inglés, francés e italiano.

### Carrera profesional en México
Gabriela Frías trabajó en la división comercial de la Embajada de Estados Unidos en México. Después fue subdirectora del Departamento de Relaciones Externas de la Cámara de Comercio Americana en la Ciudad de México por más de dos años. En ese puesto manejó las relaciones externas de la Cámara y editó un boletín informativo mensual para los socios. También contribuyó con colaboraciones de la revista mensual. 
Durante 1997 trabajó como reportera del diario Reforma, uno de los diarios más importantes de México. En Reforma, Frías cubrió la fuente corporativa, tratando asuntos relacionados con negocios públicos y privados tanto en México como en el extranjero. También, entrevistó a personalidades de la economía y de los negocios de una amplia variedad de sectores, incluyendo la computación, comunicaciones, aviación, automotriz, papelera, telefonía, música y compañías de construcción.
Desde 1998, Gabriela Frías fue copresentadora y reportera de Negocios México, un proyecto conjunto entre el diario Reforma y la cadena estadounidense CNN en Español.

### Carrera profesional en Estados Unidos
Se integró a tiempo completo a la cadena CNN, a principios de 2000, como productora y presentadora del programa de negocios Economía y finanzas, transmitido por CNN en Español en horario estelar. Como productora del programa, Frías fue responsable de la creación del noticiero diario, decidiendo el contenido del programa y los invitados, y participando también en la redacción, investigación y edición de las notas. Además, se desempeñó como presentadora suplente del programa.
Ha cubierto importantes eventos de relevancia internacional recientes, entre ellos:
- la caída de los mercados financieros en marzo de 2000;
- la cobertura de la precampaña demócrata hacia las elecciones presidenciales en Estados Unidos;
- la guerra en Irak, la crisis política y económica en Argentina y Venezuela;
- los ataques terroristas del 11 de septiembre de 2001;
- la subsiguiente caída de los mercados de valores estadounidenses.

### En efectivo
En el año 2001, comenzó con En efectivo, donde se desempeñó como productora y presentadora.

### CNN dinero
Desde 2011, y hasta principios de 2015, condujo, junto con Xavier Serbiá, el programa CNN dinero, un programa similar a En efectivo, que incluía en sus programas análisis financieros, inversiones, manejo de empresas y, en general, una visión de la situación de la economía global, desde diversas perspectivas. En la actualidad, el programa continúa transmitiéndose con Serbiá como conductor.

### Portafolio global
En febrero de 2015, Gabriela Frías estrena un nuevo programa en CNN en Español, Portafolio global, orientado en analizar las tendencias en el mundo de los negocios y su impacto en Latinoamérica, a partir del desarrollo de las nuevas tecnologías y su impacto en las sociedades de la región, con entrevistas a destacados protagonistas que comparten sus puntos de vistas sobre diversos temas.

### Panorama mundial
Desde septiembre de 2023, es presentadora del programa de noticias vespertino Panorama mundial, dejando su anterior espacio, CNN redacción, tras casi tres años de haber sido su conductora estelar, reemplazado a Ana María Luengo-Romero, quien fuera despedida por los recortes de personal que estuvo sufriendo la cadena, sumado al traslado de su sede central de Atlanta a México.

### Vida personal
Gabriela Frías tiene una hija, nacida en el año 2019.